# Argentinos Juniors
Asociación Atlética Argentinos Juniors je argentinský fotbalový klub z města Buenos Aires založený roku 1904. Klubové barvy jsou bílá a červená. V logu klubu je motto Mens sana in corpore sano (ve zdravém těle zdravý duch).
V roce 1985 vyhráli Pohár osvoboditelů.

## Historie
Prvopočátky klubu se datují do 1886, kdy byl založen na počest obětem Haymarketského masakru v USA.
O 18 let později došlo ke spojení s klubem Sol de Victoria, čímž nově vznikl Asociacion Atletica y Futbolistica Argentinos Unidos de Villa Crespo. Časem byl název zkrácen na Asociacion Atletica Argentinos Juniors, klubovými barvami se namísto zelené s bílou stala červená s černou (barvy socialistického hnutí). V roce 1921 se týmu podařilo vybojovat působení v nejvyšší soutěži.
Následujících 16 let se Juniors drželi mezi elitními týmy. Pak nastala krize, která byla umocněna vyhazovem ze stadionu. V této době byl počet členů sotva sto. Zlepšení nastalo v roce 1955, to si Juniors vydobyli postup zpět mezi elitní týmy. Svoji zásluhu na tom měl kouč Francisco Fandino, který týmu vštěpil kombinační fotbal, což celku vyneslo přezdívku El Tifón de Boyacá, tedy „Tajfun z Boyacá“ (podle čtvrti, kde se nachází stadion).
Začátkem 70. let se mezi nadějnými hráči Argentinos Juniors nacházel též Diego Maradona. Maradona se stal tahounem mládežnického výběru Los Cebollitas a v 15 letech si prvně zahrál v nejvyšší soutěži (v roce 1976). Maradona se stal nejlepším střelcem domácí ligy hned čtyřikrát za sebou, v roce 1980 tak pomohl ke druhému místu.
V roce 1985 vyhráli Pohár osvoboditelů.

## Známí hráči
- Diego Maradona
- Claudio Borghi